# The Evolution of Chaos
The Evolution of Chaos ist das dritte Studioalbum der US-amerikanischen Thrash-Metal-Band Heathen. Es erschien am 29. Januar 2010 über Mascot Records und damit 19 Jahre nach ihrem letzten Album Victims of Deception.

## Entstehung
Die Aufnahmen fanden in den Trident Studios in der kalifornischen Stadt Pacheco statt. Produziert wurde das Album von Juan Urteaga. Aus Kostengründen wurde das Album in mehreren Abschnitten aufgenommen, da Urteaga zwischenzeitlich mit den Aufnahmen für andere Bands beschäftigt war. Ursprünglich sollte Urteaga auch das Abmischen übernehmen, jedoch gefielen der Band die Resultate nicht. Schließlich wurde The Evolution of Chaos vom dänischen Produzenten Jacob Hansen abgemischt.
Für das Album schrieb die Band sieben neue Lieder und komplettierte das Album durch die drei Lieder ihres Demos aus dem Jahre 2005. Die Lieder „Control by Chaos“ und „Undone“ und „Red Tears of Disgrace“ wurden von Kragen Lum, „Bloodcult“ von Jon Torres geschrieben. Alle anderen Titel stammen von Lee Altus. Bis auf „Undone“ wurden alle Texte vom Sänger David White verfasst.
Als Gastmusiker treten der Sadus-Bassist Steve DiGiorgio und Exodus-Gitarrist Gary Holt auf. DiGiorgio spielt bei „Dying Season“ die Sitar und bei „No Stone Unturned“ Bass und E-Bow. Holt steuerte für „Control by Chaos“ ein Gitarrensolo bei.

## Hintergrund

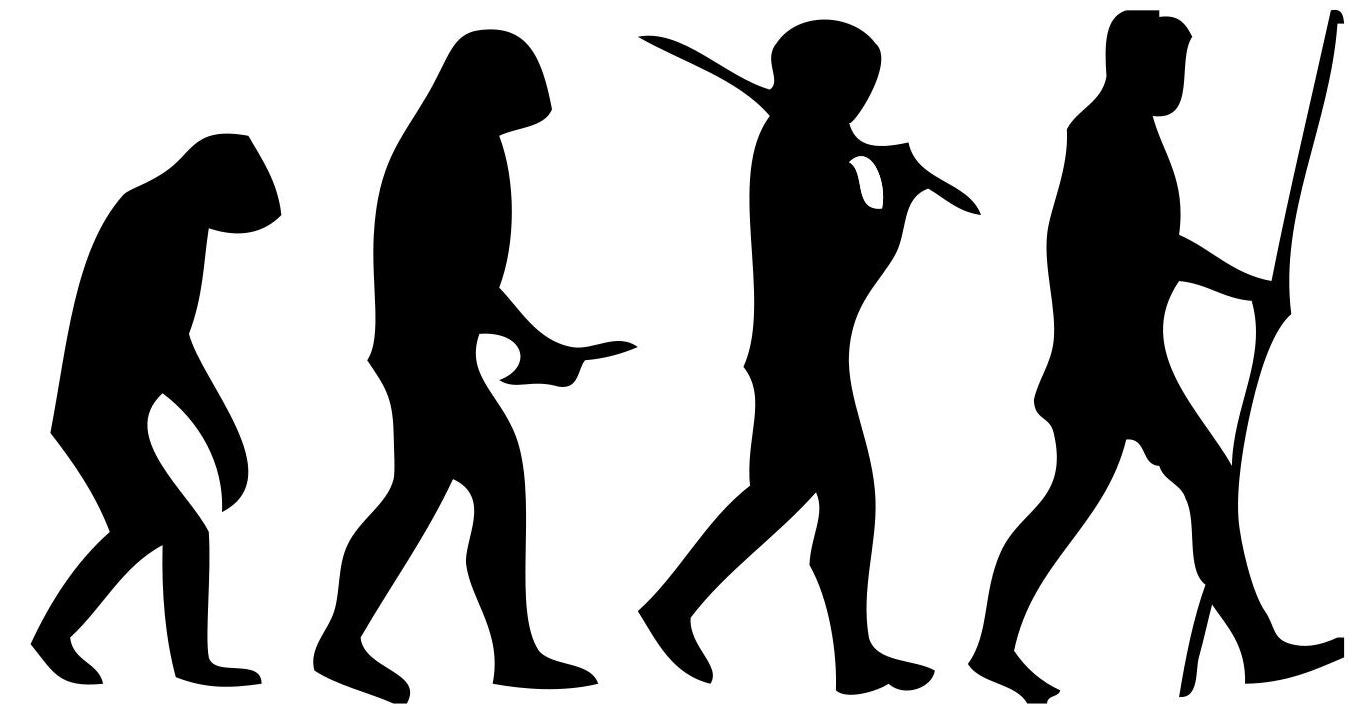
Darstellung der Hominisation

Das Albumcover wurde von Travis Smith entworfen und zeigt eine durch einen Krieg zerstörte Großstadt. Über einen Steg gehen Menschen in den verschiedenen Entwicklungsstufen und stellen die Hominisation dar. Am Ende des Steges stürzen die Menschen als Skelette in die Tiefe.
Das Lied „A Hero’s Welcome“ ist eine Widmung an amerikanische Kriegshelden. Gitarrist Lee Altus bezeichnete das Lied als einen Tribut an die Band Thin Lizzy.

„Ich wollte keine bloße Coverversion aufnehmen, sondern einen Heathen-Song nach einer Blaupause von Lizzy schreiben. Das ist unser Dank an Phil Lynott für all die tolle Musik, die er uns geschenkt hat.“

## Titelliste
| #  | Titel                 | Musik  | Text           | Länge |
| -- | --------------------- | ------ | -------------- | ----- |
| 1  | Intro                 | Altus  |                | 1:21  |
| 2  | Dying Season          | Altus  | White          | 5:40  |
| 3  | Control By Chaos      | Lum    | White, Urteaga | 7:09  |
| 4  | No Stone Unturned     | Altus  | White          | 11:10 |
| 5  | Arrows of Agony       | Altus  | White          | 6:40  |
| 6  | Fade Away             | Altus  | White          | 5:44  |
| 7  | A Hero’s Welcome      | Altus  | White          | 6:52  |
| 8  | Undone                | Lum    | Lum            | 6:42  |
| 9  | Bloodkult             | Torres | White          | 4:30  |
| 10 | Red Tears of Disgrace | Lum    | White          | 5:51  |
| 11 | Silent Nothingness    | Altus  | White          | 6:51  |

## Rezeption
Das deutsche Fachmagazin Rock Hard wählte The Evolution of Chaos zum Album des Monats. Vom Redakteur Frank Albrecht erhielt das Album die Höchstnote von 10. Er bezeichnete das Album als ein „Meisterwerk“ und als das Album, welches „Metallica nach Master of Puppets nie mehr gemacht haben“. Marc Halupczok vom Metal Hammer bezeichnete das Album wegen der „genialen Mischung aus fiesen Thrash-Riffs und Gänsehautmelodien zu einem der besten Alben des Jahres“. Auch außerhalb der Metalszene erhielt das Album positive Kritiken. Jan Wigger von Spiegel Online lobte in seiner Rezension die Gitarrenarbeit von Lee Altus und Kragen Lum, die „zum Beeindruckendsten gehört, was man in den letzten zwölf Monaten aus dem knochenharten Lager zugeschustert bekam“.
The Evolution of Chaos stieg auf Platz 75 der deutschen Albumcharts ein und erreichte somit die erste Chartplatzierung der Bandgeschichte.